# Condado de Taleghan
Condado de Taleqan (en persa: شهرستان طالقان‎) es un condado de la provincia de Elburz en Irán. La capital del condado es Taleqan. En el censo del 2006, la población del condado era de 25,781 habitantes. El condado tiene un distrito: el distrito central. El condado tiene una sola ciudad: Taleqan.
La zona es famosa por sus suaves veranos soleados e inviernos fríos. Nasser al-Din Shah Qajar es citado haciendo referencia al clima de Taleqan: Har che dar Teherán harf ast, dar inja barf ast (Por mucho que existe la política de Teherán, hay nieve aquí).

## Situación
Varios personajes famosos vinieron de Taleqan; tales como: el clérigo revolucionario iraní conocido como Ayatolah Seyed Mahmoud Taleghani, Darvish Khan (músico famoso), Abdolmajid Taleqani trajo a Shikasta Nasta'liq la cima de la perfección, el Dr. Mostafa Ronaghi, el Dr. Heshmat Taleqani, Jalal Al-e-Ahmad, el calígrafo contemporáneo Gholam Hossein Amirkhani, y el escritor Mohammad Davoudi. En los últimos años, la construcción de la presa Taleqan e instalación de su proyecto hidroeléctrico en Shahrood (río) (un afluente del Río Sefid) ha añadido una nueva dimensión a las atracciones turísticas de la región y desarrollo de su infraestructura.

## Etimología
Algunos escolares populares dicen que el nombre Taleqan significa «separadores» en persa, pero Dehkhoda dice que: la raíz de Taleqan es Talcan de talco debido a la existencia de una mina de talco en la región. Talco en el idioma español es un arabismo de la palabra talq en árabe, a su vez tomada del persa talc.